# Lynda.com
Lynda.com es una empresa estadounidense que administra una página web ofreciendo vídeos en línea sobre cursos de aprendizaje enfocado a la informática, especialmente a la industria del Software, Negocios y de la Creatividad. Actualmente es una subsidiaria de LinkedIn Corporation.

## Historia
El sitio web fue fundado por Lynda Weinman en el año 1995 en Ojai, California, Estados Unidos, como un soporte en línea de libros y sobre las clases de la profesora Lynda Weinman, más tarde su esposo Bruce Heavin un profesor de efectos especiales, animador y de multimedia, ayudaría a Weinman para la creación de una escuela de artes digital.
En 2002 el sitio web empezaría a ofrecer cursos en línea. Para el 2004, había 100 cursos, y en 2008, la compañía comenzó a producir y publicar documentales sobre líderes creativos, artistas y empresarios.
En 2013, Lynda.com recibió su primera inversión externa, recaudando $ 103 millones en capital de crecimiento de Accel Partners y Spectrum Equity, con contribuciones adicionales de Meritech Capital Partners. El 14 de enero de 2015, Lynda.com anunció que había recaudado $ 186 millones en financiamiento, liderado por el grupo de inversión TPG Capital.
El 9 de abril de 2015, LinkedIn Corporation anunció su intención de comprar Lynda.com en un acuerdo valorado en $ 1.5 mil millones, que se cerró oficialmente el 14 de mayo de 2015.
En 2016, Lynda.com comenzó a transmitir cursos en su aplicación Apple TV.
El 13 de junio de 2016, Microsoft anunció que adquiriría la compañía matriz de Lynda.com, LinkedIn, por $ 26,2 mil millones. La adquisición se completó el 8 de diciembre de 2016.